# Torii Tadanori
Torii Tadanori est un nom japonais traditionnel ; le nom de famille (ou le nom d'école), Torii, précède donc le prénom (ou le nom d'artiste).
Torii Tadanori (鳥居 忠則, 1646-6 septembre 1689) est un daimyo du début de l'époque d'Edo à la tête du domaine de Takatō dans la province de Shinano (moderne préfecture de Nagano). Tadanori est le fils de Torii Tadaharu, le précédent daimyo. Il devient chef de la famille à la mort de son père mais poursuit la politique de gouvernement draconienne de celui-ci du domaine de Takatō. Au cours de l'enquête du shogunat dans un scandale impliquant Takasaka Gonbei, un vassal de Takatō, Tadanori est confiné dans sa résidence à Edo ; il meurt pendant sa détention. Le domaine de Takatō est confisqué au clan Torii. Cependant, comme la famille Torii est un membre réputé des fudai daimyo depuis Torii Mototada, Tadateru, l'héritier de Tadanori, reçoit quatre districts dans la province de Noto et est désigné daimyo du domaine de Shimomura.

## Source de la traduction
- (en) Cet article est partiellement ou en totalité issu de l’article de Wikipédia en anglais intitulé « Torii Tadanori » (voir la liste des auteurs).